# Lill-Fetsjön
Lill-Fetsjön är en sjö i Åsele kommun i Lappland och ingår i Gideälvens huvudavrinningsområde. Sjön har en area på 0,506 kvadratkilometer och ligger 311,6 meter över havet.

## Delavrinningsområde
Lill-Fetsjön ingår i det delavrinningsområde (712805-159944) som SMHI kallar för Utloppet av Lill-Fetsjön. Medelhöjden är 354 meter över havet och ytan är 8,31 kvadratkilometer. Det finns inga avrinningsområden uppströms utan avrinningsområdet är högsta punkten. Vattendraget som avvattnar avrinningsområdet har biflödesordning 5, vilket innebär att vattnet flödar genom totalt 5 vattendrag innan det når havet efter 157 kilometer. Avrinningsområdet består mestadels av skog (68 procent) och sankmarker (12 procent). Avrinningsområdet har 0,56 kvadratkilometer vattenytor vilket ger det en sjöprocent på 6,7 procent.